# Donal McKeown
Donal McKeown (Randalstown, Condado de Antrim, 12 de abril de 1950) é um padre católico irlandês e bispo de Derry desde 2014.

## Biografia
Donal McKeown nasceu em Randalstown, Diocese de Down e Connor, o primeiro dos quatro filhos de James McKeown (o relojoeiro local) e Rose (nascida McMeel), uma professora primária. Concluiu o ensino médio no St. MacNissi's College. Admitido como seminarista no St. Malachy's College, continuou seus estudos em Línguas e Literatura Modernas na Queen's University, em Belfast. Em seguida, foi enviado a Roma, para o Pontifício Colégio Irlandês, e estudou teologia na Pontifícia Universidade Gregoriana. Foi ordenado sacerdote em 3 de julho de 1977 para a Diocese de Down e Connor, pelo Bispo William Philbin, em Randalstown. Ele é fluente em irlandês, italiano e alemão.
Após um ano como capelão no Hospital Mater Infirmorum em Belfast (1977-1978), tornou-se professor em vários colégios católicos da diocese: inicialmente no St. Patrick's College de Belfast (1978-1983), enquanto também era auxiliar na paróquia de Derriaghy; depois no St. McNissi's College (1983-1987), período no qual recebeu a responsabilidade de organizar a peregrinação diocesana anual a Lourdes; e, finalmente, no St. Malachy's College, onde se tornou reitor em agosto de 1995, posição que exerceu até sua nomeação. Obteve seu MBA em Gestão Educacional pela Universidade de Leicester em 1994. Também era membro do Conselho Presbiteral e do Colégio de Consultores da diocese, além de Diretor de Peregrinações Diocesanas.
McKeown também teve atuação na mídia. De 1971 a 1973, foi correspondente em Belfast da agência de notícias católica alemã, KNA. Em Roma, trabalhou na mídia com a Rádio Vaticano e, como parte de uma equipe, desenvolveu reportagens em irlandês para o programa An Saol Mór, da RTE. E mesmo como bispo, continuou colaborador regular de rádio e televisão, além de publicar artigos de opinião em jornais e periódicos.
Em 22 de fevereiro de 2001, o Papa João Paulo II o nomeou bispo auxiliar da Diocese de Down-Connor, dando-lhe a sé titular de Cell Ausaille. Ele foi sagrado em 29 de abril de 2001 pelo bispo de Down-Connor, Patrick Joseph Walsh, na Catedral de São Pedro em Belfast; os principais co-consagradores foram o Arcebispo Giuseppe Lazzarotto, Núncio Apostólico na Irlanda, e Bispo Anthony J. Farquhar, Bispo Auxiliar de Down e Connor.
Na Conferência Episcopal da Irlanda, foi Chefe do Conselho para as Vocações e da Autoridade Nacional de Formação para o Diaconato Permanente e Membro do Conselho para os Sacerdotes e para a Renovação Pastoral.
Em 25 de fevereiro de 2014, o Papa Francisco o nomeou bispo ordinário de Derry. A sé estava vaga desde 23 de novembro de 2011 com a aposentadoria do Bispo Séamus Hegarty. A posse do novo bispo de Derry foi realizada em 6 de abril de 2014, na Catedral de Santo Eugênio.

Após a nomeação de Noël Treanor como Núncio Apostólico na União Europeia em 26 de novembro de 2022, McKeown foi anunciado como Administrador Apostólico de Down e Connor em 21 de janeiro de 2023. Ele serviu nesta função até a 19 de março de 2024.